# Lepidozona hyotanseana
Lepidozona hyotanseana är en blötdjursart som beskrevs av Wu och Takashi A. Okutani 1986. Lepidozona hyotanseana ingår i släktet Lepidozona och familjen Ischnochitonidae. Inga underarter finns listade i Catalogue of Life.